# George Onaiwu
George Onaiwu (japanisch オナイウ 情滋 Onaiwu George; * 11. November 2000 in der Präfektur Saitama) ist ein japanischer Fußballspieler.

## Karriere
George Onaiwu erlernte das Fußballspielen in der Schulmannschaft der Shochi High School sowie in der Universitätsmannschaft der Niigata University of Health and Welfare. Vom 22. Juli 2022 bis Saisonende wurde er an Vegalta Sendai ausgeliehen. Der Verein aus Sendai, einer Stadt in der Präfektur Miyagi, spielte in der zweiten japanischen Liga. Sein Zweitligadebüt gab George Onaiwu am 23. Juli 2022 (28. Spieltag) im Heimspiel gegen V-Varen Nagasaki. Hier wurde er in der 85. Minute für Ryōma Kida eingewechselt.